# NGC 186
NGC 186 je galaksija u zviježđu Ribe.

## Vanjske poveznice
- SEDS: NGC 0186